# Uvarovit
Uvarovit, kalkkromgranat, Ca3Cr2Si3O12, är ett mörkt smaragdgrönt mineral. Det upptäcktes 1832 av Germain Henri Hess som namngav den efter greve Sergej Semenovitch Uvarov (1765-1855), en rysk statsman och amatörmineralsamlare. Namnet har ofta missbrukats i det förflutna för att hänvisa till andra gröna och/eller krombärande granater såsom kromhaltig grossular och pyrop, grön andradit och knorringit.

## Egenskaper och förekomst
Uvarovit är ett av de mest sällsynta mineralen inom granatgruppen, och är den enda genomgående gröna granatarten, med en smaragdgrön färg. Den är kontinuerligt blandbar med grossular och andradit (ugranditsammansättning) men beränsad blandbar med pyrop, almandin och spessartin (pyralspitsammansättning). Den uppträder som välformade små kristaller. Vissa uvaroviter uppvisar som specialfall ordnad Al-Cr-katjonuppsättning, vilket resulterar i ortorombiska, monoklina eller triklina symmetrier, medan den fortfarande är starkt pseudokubisk.
Uvarovit har påträffats med krommalm i Spanien, Ryssland, och Quebec i Kanada. Det förekommer också i Outokumpu i Finland, Norge och Sydafrika. 

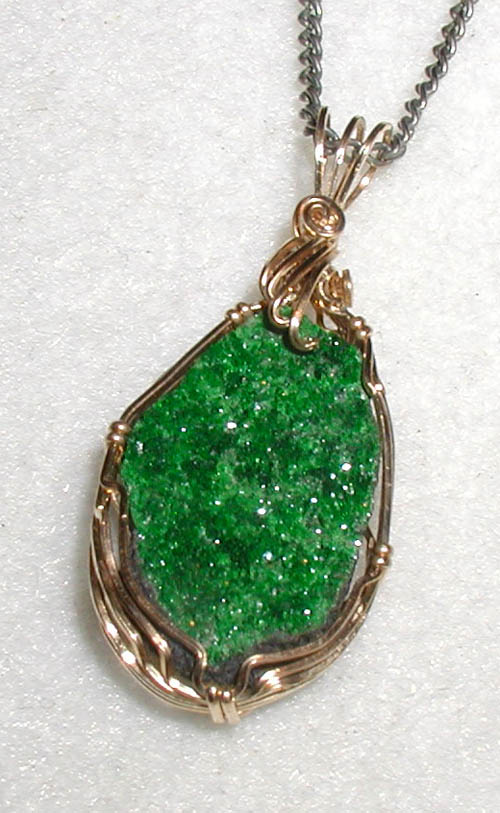
Hänge i uvarovit. Längddimensionen är 2 cm.

## Användning
Uvarovit används som smyckesten.